# Åsa Uhlin
Siri Åsa Maria Uhlin, född 9 augusti 1966 i Lund, är en svensk journalist. 
Åsa Uhlin är dotter till professor Ragnar Larsson och forskaren Inger Larsson (född Lilja). Hon är chefredaktör för Läkartidningen sedan 2024. Hon har tidigare varit förlagschef för Bonnier Ledarskap, Bonnier Academy och Medibas samt chefredaktör för Veckans Affärer. Tidigare har hon varit journalist på Dagens Medicin, Finanstidningen, Dagens Politik, Länstidningen i Södertälje och Upsala Nya Tidning.